# Desktoppublishing

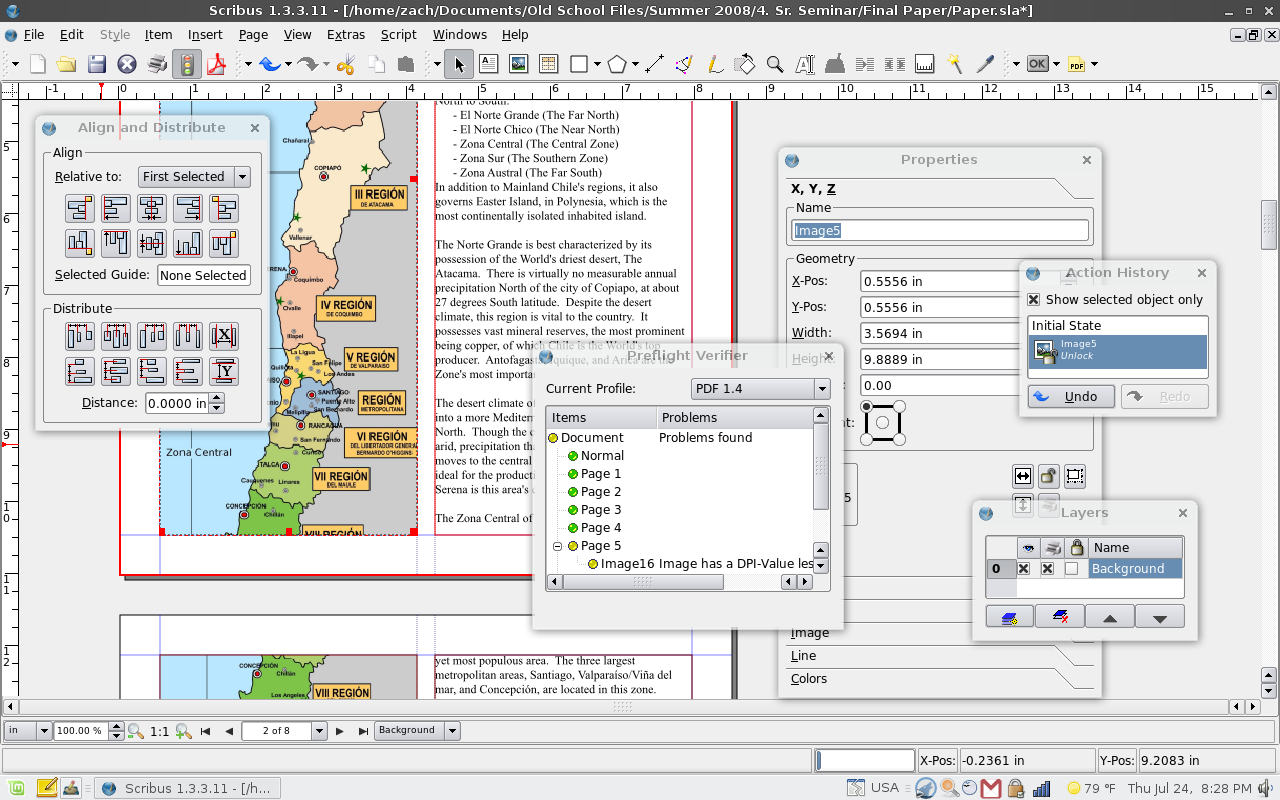
Scribus, een softwarepakket voor desktoppublishing

Desktoppublishing (dtp) is het bewerken en opmaken van documenten voor drukwerk, meestal bestemd voor publicatie, zoals boeken, tijdschriften, brochures en internetpublicaties, met gebruik van een personal computer. Desktoppublishingsoftware, zoals QuarkXPress of Adobe InDesign, is speciaal ontworpen hiervoor. In het algemeen vervangen deze programma's de tekstverwerkers en grafische programma's niet, maar worden ze gebruikt om de inhoud die met deze programma's gemaakt is te verzamelen en te verwerken: tekst, rasterafbeeldingen (zoals afbeeldingen die bewerkt zijn met Adobe Photoshop) en vectorafbeeldingen (zoals tekeningen/illustraties die gemaakt zijn met Adobe Illustrator, of Macromedia Freehand). Wanneer het materiaal klaar is voor publicatie, kan dtp-software deze uitvoeren als Postscript of PDF, die vervolgens door commerciële drukkers kan gebruikt worden om drukplaten te maken dan wel rechtstreeks geprint te worden.

## Geschiedenis
Computergebaseerde typografie met behulp van een pc begon in 1978, toen het TeX-programma aantoonde dat letterzetten van dezelfde kwaliteit als in publicaties mogelijk was op elke normale zakelijke computer, en zelfs lange en complexe opdrachten zoals boeken en tijdschriften gemaakt konden worden vanaf een standaard desktopterminal. Vroeger werd letterzetten gedaan met mechanische (linotype en monotype) of elektromechanische middelen (fotofilm), of door heel dure systemen gebaseerd op mainframes of minicomputers.
Desktoppublishing begon in 1985 met het samenvoegen van Aldus PageMaker (later verworven door Adobe), de Apple Macintosh, en de Apple LaserWriter, voor $ 7000 de eerste laserprinter die gebruikmaakte van Adobes Postscript-paginabeschrijvingstaal, inclusief de schaalbare lettertypes in Type 1-formaat. De term desktop publishing wordt toegeschreven aan Paul Brainerd, de stichter van Aldus Corporation, als een marketingterm die verwees naar het gebruik van een computer boven op een bureau (desk) voor het publiceren (publishing) en maakte ook een toespeling op Apples desktopmetafoor, die gebruikt werd om een echte desktop of bureaublad na te doen.
De introductie van de Apple Macintosh en PageMaker maakte direct typografisch bewerken mogelijk met behulp van de grafische gebruikersinterface; dit systeem noemde men in het algemeen 'what-you-see-is-what-you-get' ofwel wysiwyg.
Naast Aldus Pagemaker kwamen er ook vele andere pakketten op de markt, waaronder QuarkXPress als bekendste. Deze programma's gebruikten elk een geheel andere benadering voor het maken van een printklaar ontwerp. Pagemaker was een pagina-georiënteerd programma en QuarkXPress een object georiënteerd programma. Voor beide benaderingen werden aanhangers gevonden. In sommige landen veroverde QuarkXPress al snel de nog nauwelijks ontwikkelde markt, in andere landen bleef Pagemaker (later In-Design) de favoriet. Nederland behoorde tot de landen waar QuarkXPress snel de beste positie veroverde door een agressief verkoopbeleid van de importeur. Dit ondanks de veel hogere prijs en het gebruik van een kopieerbeveiliging in de vorm van een zgn. "dongle", terwijl Pagemaker deze beveiliging niet had en ongeveer een derde kostte van wat voor QuarkXPress moest worden betaald. Objectief gezien zijn er argumenten genoeg voor de verschillende opzet van beide soorten programma's. Het "object-georiënteerde" QuarkXPress heeft evenzovele nadelen en voordelen als het "pagina-georiënteerde" PageMaker of In-Design. Maar wie gewend is aan het ene systeem stapt niet makkelijk over naar het andere.
In 1986 werd Ventura Publisher geïntroduceerd voor de pc. Dit gaf ook de pc (in de zin van een pc met Microsoft besturings-software) de mogelijkheid te werken met desktoppublishing. Dit kwam, gezien de nog beperkte mogelijkheden die het besturingssysteem van Microsoft bood, aanvankelijk niet echt goed van de grond. De ontwikkeling van dtp in het algemeen heeft bij grafische professionals aanvankelijk veel weerstand ondervonden door het gebruik van de computer door leken. Het leek alsof dtp slechts leidde tot verslechtering van het eindproduct door de onvolledige kennis van gebruikers over grafische ontwerp en typografie.
De televisie- en radio cursus van Teleac over desktoppublishing rond 1991 van 10 uitzendingen van een half uur, die 2 keer herhaald is in Nederland, en in België zelfs meerdere malen is uitgezonden, heeft veel mensen geïnteresseerd in de mogelijkheden. Voor Teleac was het de op een na succesvolste cursus ooit, met een verkoop van cursusboek en lesmateriaal van meer dan 12.000 exemplaren en een kijkdichtheid van meer dan 100.000 per uitzending.
Naarmate de systemen voor de Mac beter werden, trokken ze toch meer aandacht van de professionele uitgeverswereld.
Toen ook de professionele programma's van de Apple Macintosh beschikbaar kwamen voor de inmiddels verbeterde Windows-besturingssystemen is ook in de pc-markt het gebruik van dtp gemeengoed geworden.
Tegenwoordig zijn zo goed als alle publicaties "desktoppublishing". De superieure flexibiliteit en snelheid van desktoppublishingsystemen heeft de productietijd voor de publicatie van tijdschriften aanzienlijk verkort, wat meer uitgewerkte lay-outs mogelijk maakte dan anders was mogelijk geweest. In veel landen is de Apple Macintosh nog steeds de meest gebruikte computer als het om desktoppublishing of grafisch ontwerp gaat. Apple dankt een groot deel van haar succes aan deze toepassingen.

## Software
- Opensourcesoftware:
  - DocBook
  - LaTeX
  - Passepartout
  - Scribus
  - Troff
  - Cenon
- Commerciële software:
  - Adobe FrameMaker
  - Adobe InDesign
  - Adobe Photoshop
  - Adobe Illustrator
  - Macromedia Freehand
  - Adobe PageMaker
  - Apple Pages
  - Microsoft Publisher
  - PagePlus
  - PageStream
  - QuarkXPress
  - Leaflet Database Publishing
  - RagTime
  - Corel Ventura Publisher
  - Calamus